# Gertrud von Plettenberg
Gertrud von Plettenberg († 26. Oktober 1608 in Arnsberg) war Verwalterin einiger Schlösser der Kölner Kurfürsten im Herzogtum Westfalen und war die Mätresse von Ernst von Bayern.

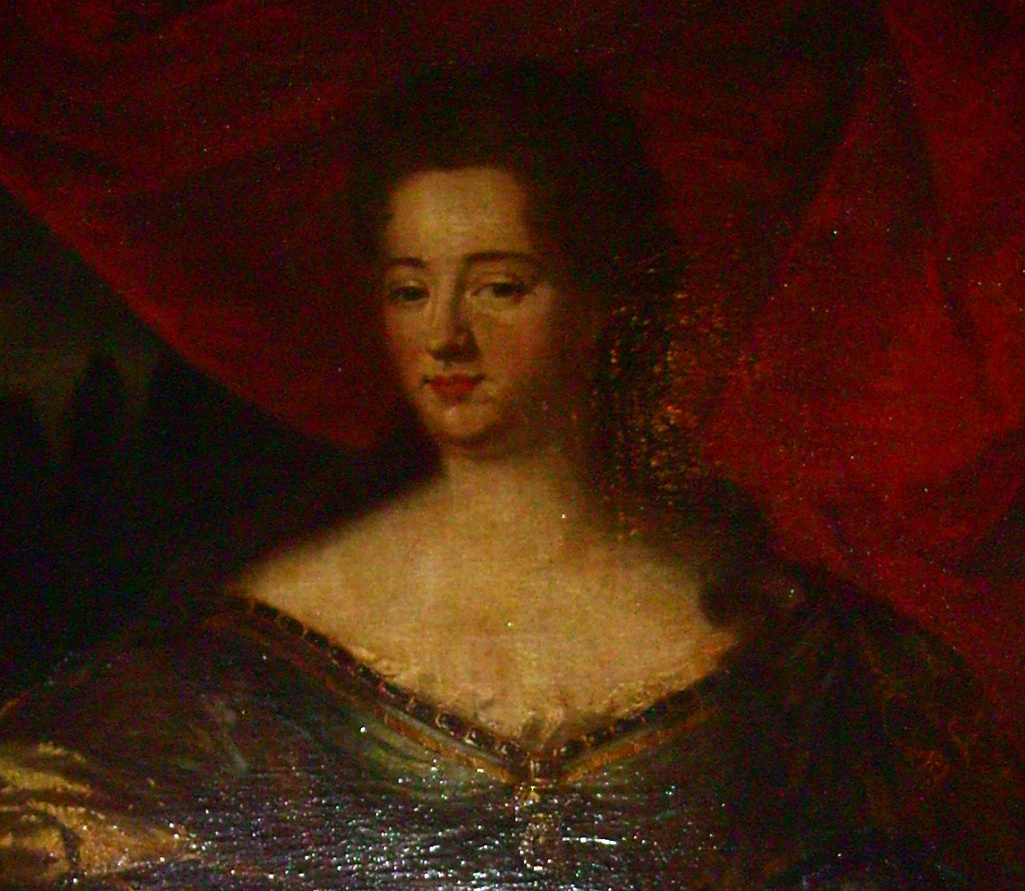
Gertrud von Plettenberg (Gemäldeausschnitt)

## Leben
Gertrud von Plettenberg entstammte dem Adelsgeschlecht von Plettenberg. Ihr Vater war der älteste Sohn des Ulrich von Plettenberg und der Catharina von Thülen. Er besaß das Rittergut Serkenrode. Ihre Mutter war eine „Person aus Livland“. Die Familie scheint häufig in finanziellen Schwierigkeiten gewesen zu sein, weil das Rittergut der Familie zu klein und unbedeutend war, um eine adelige Lebensführung zu ermöglichen. Geschwister waren Anton, Anna und Eva. Anton war zeitweise Gograf im Amt Fredeburg, während Eva von 1599 bis 1602 Äbtissin im Kloster Drolshagen war. Anna lebte um diese Zeit in Kloster Oelinghausen und bekleidete dort das Amt einer „Kellnerin“.
Gertrud von Plettenberg stand im Dienste der Kölner Kurfürsten als Verwalterin („Beschließerin“) der Schlösser in Arnsberg, Hirschberg und Höllinghofen. 
Außerdem war sie die Geliebte des Kölner Erzbischofs Ernst von Bayern und seit 1605 seine heimliche Ehefrau. Ihretwegen hielt sich der Erzbischof seit 1595 fast ständig in Arnsberg auf. Er nahm dafür in Kauf, dass ihm kurze Zeit später sein Neffe und späterer Nachfolger Ferdinand von Bayern als Koadjutor zur Seite gestellt wurde. Damit behielt Ernst zwar den Titel, verfügte aber nicht mehr über die vollen politischen und kirchlichen Rechte eines Erzbischofs und Kurfürsten.
Nähere Informationen über das Leben der Gertrud von Plettenberg gibt es wenige. Eine Quelle sind die Tagebücher des Landdrosten Kaspar von Fürstenberg. Dort taucht sie 1598 erstmals als „jungfrauw Gertraut von Plettenbergh“ in ihrer Eigenschaft als Verwalterin des Schlosses Hirschberg auf. Einmal bewirtete sie von Fürstenberg mit Pasteten und Fasanen, die aus Lüttich gekommen waren. Dort war Ernst zu dieser Zeit ebenfalls Landesherr. Ein anderes Mal wird sie im Zusammenhang mit der Verpflegung der Landstände erwähnt. 1605 schenkte ihr der Erzbischof den später so genannten Landsberger Hof in der Stadt Arnsberg. Es gibt Hinweise, dass der Kurfürst, der nie die priesterlichen Weihen erhalten hatte, im selben Jahr Gertrud von Plettenberg auch offiziell geheiratet hat. 
Nach Auskunft Caspar von Fürstenbergs starb Gertrud am 26. Oktober 1608 in Arnsberg. Anfang 1612 starb ebenfalls in Arnsberg Erzbischof Ernst im 58. Lebensjahr.
Gertrud hatte von ihm zwei Kinder, einen Sohn und eine Tochter. Im Landsberger Hof (heute Sauerland-Museum) hängt ein Bild, das Gertrud mit ihrem kleinen Sohn zeigt. Der Sohn Wilhelm von Bayern oder Wilhelm de Bavaria war zwischen 1618 und 1624 Landdrost des Herzogtums Westfalen und damit der oberste Beamte und Stellvertreter des Kurfürsten. Später schlug Wilhelm die kirchliche Laufbahn ein und wurde Fürstabt der Klöster Stablo und Malmedy. Nach ihrem Tod 1608 erbte ihre Tochter Katharina das Arnsberger Anwesen.
Verschiedene Sagen ranken sich um den frühen Tod Gertruds. So sei sie von Verwandten ihres Geliebten auf Schloss Brühl ermordet worden. Wenn auch der Tagebucheintrag Kaspar von Fürstenbergs dagegen spricht, so scheint man so etwas immerhin für möglich gehalten zu haben. Nur wenige Jahre vorher war, wie man sicher nicht zu Unrecht glaubte, die Herzogin von Kleve von ihrer Schwägerin vergiftet worden. 
Ganz anders als Erzbischof Ernst in Temperament und Wesen war sein Nachfolger, Ferdinand von Bayern. Noch im selben Jahr, als sein Oheim gestorben war, begann er, die Ehelosigkeit der Priester mit allem Nachdruck im Herzogtum Westfalen durchzusetzen. Viele Priester waren dort zu dieser Zeit verheiratet. Priester durfte ab jetzt nur noch sein, wer nicht mehr mit einer „Konkubine“ zusammen lebte, so erfährt man in den ab 1612 überlieferten Visitationsprotokollen.